# 郎官
郎官（ろうかん）は、かつて中国の皇帝のそばに仕えた一群の官職である。郎（ろう）、郎吏（ろうり）ともいう。高官への昇進の出発点・関門として重要であった。

## 歴史

### 秦
秦代からあり、郎中令に属した。
古く郎は廊と同義であり、宮殿の回廊に控えていたことから郎と呼ばれたという説がある。

### 前漢
前漢では、秦の制度を引き継いで郎中令やその後身の光禄勲に属し、定数は不定で多ければ千人に達した。宮殿の掖門を守衛し、外出時に車騎を護衛することが主な職責だった。掖門は脇門の意で、正門は衛尉配下の兵士が警備していた。皇帝に命じられて任務につくこともあった。
地位が高いほうから順に、議郎、中郎、侍郎、郎中に分かれていた。秩石は比六百石から比三百石まで。中郎は3名の中郎将（五官中郎将、左中郎将、右中郎将）が、郎中はやはり3名の郎中将が束ねた。中郎将の秩は比二千石、郎中将は比千石。
特に才能を認められた者、地方から孝廉で推薦された者、親が高官であるため任子で官を得た者、銭を寄付して売官で官を得た者が、初めて任官することが多かった。要職の候補者を待機させる人材プールのような位置づけだったらしい。そのため、家柄または才能が優れた若者の昇進の出発点になることが多かった。ここから、郎には若き貴公子、あるいは若き俊才という語感が生まれ、郎についていない人を郎君と呼んで敬意を表すような派生用法も生まれた。

### 後漢以後
時代が下ると軍事の重要性が下がり、護衛兵というより控えの文官としての役割が大きくなった。
魏・晉では郎官が流行し、秘書郎、著作郎、黄門郎などがあった。隋・唐では朝議郎、通直郎などがあった。
もともと郎官に属していた侍郎は尚書の補佐役となり、また、郎中や員外郎などの司官もあった。